# Małgorzata Ożgo (biolog)
Małgorzata Ożgo – polska biolog, doktor habilitowany nauk biologicznych, pracownik naukowy Uniwersytetu Pomorskiego w Słupsku.

## Życiorys
W 1988 r. ukończyła studia biologiczne na Uniwersytecie im. Adama Mickiewicza w Poznaniu, w 2002 r. obroniła pracę doktorską, w 2013 r otrzymała stopień doktora habilitowanego. Jest zatrudniona na Uniwersytecie Kazimierza Wielkiego w Bydgoszczy.